# Nisszim ben Reuven
Nisszim ben Reuven (héberül: נסים בן ראובן), vagy Gironai Nisszim, rövidített nevén RaN [Raabbi Nisszim, héberül: ר"ן] vagy RaNBaR [Rabbi Nisszim ben Reuven, héberül: רנב"ר] (Girona, 1315/1320 körül – Barcelona, 1376 januárja) középkori hispániai zsidó hittudós.
A hispániai Barcelonában működött. Magyarázta Alfázi 14 traktátusát és a Talmudot (leghíresebb a Nedárím-kommentárja). Nagy hangsúlyt fektet a szó- és tárgyértelmezésre, és bár utal a régi véleményekre, de megőrzi önállóságát velük szemben. Nyelvezete igényes, tiszta, amely megkönnyíti szövegelemzéseinek követését. Fennmaradt néhány responzuma, és a filozófiai műveltségéről tanúskodó 12 prédikációja.